# Porsel
Porsel (Pochi  en patois fribourgeois) est une localité et une ancienne commune suisse du canton de Fribourg, située dans le district de la Veveyse.

## Histoire
Située sur la route Oron-Romont, l'ancienne commune de Porsel forme depuis 2004 la commune de Le Flon avec Pont et Bouloz.

## Patrimoine bâti

### Église
Dans le domaine spirituel, Porsel relevait de Saint-Martin (Fribourg), avant d'être érigé en paroisse avec Bouloz (1641). L'église paroissiale, sous le vocable de Saint-Gorgon, a été édifiée en 1642-1645, rebâtie en 1735-1739, agrandie en 1872 et fortement transformée entre 1939 et 1943 dans le sens d’un régionalisme tardif par l’architecte Léonard Denervaud. Durant cette dernière étape, elle est ornée de vitraux commandés à Gaston Thévoz (saint Gorgon, et les mystères douloureux ainsi que les mystères joyeux du Rosaire (réalisation Kirsch Frères 1940-1941). Les fenêtres latérales du nouveau chœur, peu visibles de la nef, ont été laissées en verre transparent jusqu’en 1971, date à laquelle elles reçoivent des vitraux de Jacques Cesa, dont c’est alors la première réalisation de ce genre. Les cinq petites fenêtres du flanc méridional sont consacrées aux mystères douloureux de la vie de Jésus-Christ : Agonie au Jardin des Oliviers, Flagellation, Couronnement d’épines, Portement de la croix et Crucifixion. Les trois fenêtres de la face septentrionale illustrent les vertus théologales, la Foi, l’Espérance et la Charité (1973, verrier Kirsch).
Cloches. Campane de 1829 par Pierre Dreffet et Marc Treboux ; trois cloches de 1903 par Charles Arnoux ; une cloche de 1961, par la fonderie H. Ruetschi, à Aarau .